# شاه‌حسین‌گویان

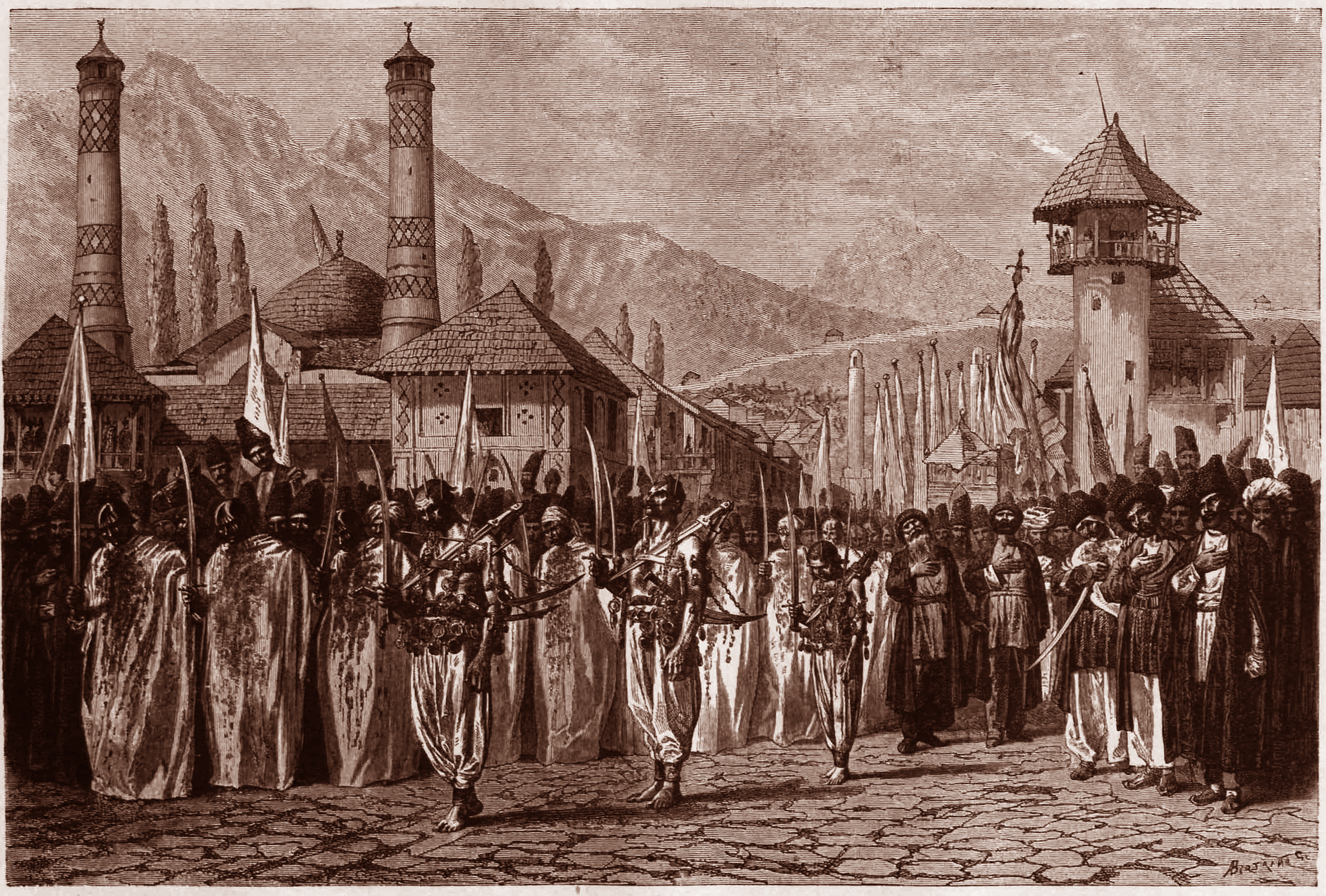
شاخسِی واخسِی در سدهٔ نوزدهم میلادی.

شاه‌حسین‌، وای‌حسین (کوتاه شده: شاخسِی، واخسِی) نوعی مراسم مذهبی است که در ایام ماه محرم در بیش‌تر نقاط آذربایجان و به‌طور گسترده در تبریز و اردبیل برگزار می‌شود. این مراسم از چند روز مانده به ماه محرم تا دهمین روز از همین ماه و ظهر عاشورا ادامه می‌یابد. در زبان ترکی آذربایجانی، مردم به این مراسم «شاخسِی» می‌گویند که کوتاه‌شدهٔ واژهٔ «شاه‌حسین» است.

شاخسی در مایان سفلی تبریز

## شیوه
شاخسی (شاه‌حسین) در اصل یک رژهٔ نظامی است. در مراسم شاه‌حسین‌گویان، عزاداران نوعی چوب مخصوص این نوع عزاداری (که قبلاً از قمه یا شمشیر استفاده می‌شد) را از زمین تا فرق سر خود حرکت می‌دهند و وقتی که چوب به زمین نزدیک می‌شود، همگی با صدای بلند ندای «شاخسِی» (شاه‌حسین) و زمانی که چوب به سرشان نزدیک می‌شود، همگی با صدای بلند ندای «واخسِی» (وای‌حسین) سرمی‌دهند. این حرکت به نشانهٔ جنگ یاران حسین بن علی با یاران یزید بن معاویه در صحرای کربلا است. همچنین عزاداران در حین عزاداری، دست خود را بر پشت یک‌دیگر قرار می‌دهند و با این حرکت خود، اتحاد و انسجامشان را نشان می‌دهند.
عده‌ای این مراسم را به سبک سنتی انجام می‌دهند و از هیچ‌گونه ابزارآلات جدیدی که در سال‌های اخیر در مراسم شاه‌حسین‌گویان دخیل شده‌است، استفاده نمی‌کنند؛ که می‌توان به هیئت شاه‌حسین‌گویان محله شتربان (قاسمیه) که حتی از چوب هم استفاده نمی‌کنند اشاره کرد. در مقابل، عده‌ای هم با استفاده از طبل، سنج و سایر ابزارآلات، شور و شوق در این مراسم به وجود می‌آورند و مورد توجه مردم قرار می‌گیرند؛ مانند شاه‌حسین‌گویان عرب انتظاریون و شاه‌حسین‌گویان محفل دیوانگان بین الحرمین تبریز (مایان)،شاه حسین گویان حیدریه روستای شیراز

## بازاریان

شاخسی در بازار تاریخی تبریز

بسیاری از بازاریان تبریز نیز چند روز قبل از شروع ماه محرم تا ظهر عاشورا اقدام به برگزاری مراسم شاه‌حسین‌گویان می‌کنند. دسته‌جات حسینی محله‌های قدیمی تبریز  نیز علاوه بر اجرای مراسم عزاداری شبانگاهی در محله‌های خود از هشتمین روز ماه محرم تا روز سوم کشته‌شدن حسین بن علی،  در بازار تبریز مشغول اجرای مراسم سینه‌زنی و زنجیرزنی می‌شوند. بازاریان تبریز با عبور از راسته‌های تاریخی بازار (دلاله‌زن ، صادقیه و کاغذفروشان) سرانجام به تیمچهٔ سنتی «مظفریه» می‌رسند.

## محدودیت‌ها
در سال‌های اخیر باتوجه به برخی شکایت‌های مردم از دسته‌جات شاه‌حسین‌گویان به‌دلیل اقدام به اجرای مراسم در ساعات خواب، به دستور نیروی انتظامی پس از ساعت ۲۴ نیمه‌شب، هیچ‌یک از دسته‌جات عزاداری نمی‌بایست در معابر عمومی تبریز اقدام به برگزاری مراسم شاه‌حسین‌گویان نماید. در همین راستا ۱۲۰۰ نفر از همیاران پلیس در سرتاسر شهر در بین دسته‌جات عزاداری حضور پیدا کرده‌اند. همچنین همیاران پلیس، جایگاه مردان و زنان را جدا و بر عدم استفاده از ابزارآلات موسیقی نیز نظارت می‌کنند. امام جمعهٔ تبریز نیز برهم‌زدن آرامش عمومی را حرام دانسته و از عزاداران حسینی خواسته که تا ساعت معینی اقدام به اجرای مراسم عزاداری نمایند.